# Stenocercus torquatus
Stenocercus torquatus är en ödleart som beskrevs av  George Albert Boulenger 1885. Stenocercus torquatus ingår i släktet Stenocercus och familjen Tropiduridae. IUCN kategoriserar arten globalt som sårbar. Inga underarter finns listade i Catalogue of Life.